# لامبورغيني ريفينتون
لامبورغيني ريفينتون تلفظ بالإسبانية: ‎/reβenˈton/‏ هي سيارة رياضية بنصف محركات ظهرت لأول مرة عام 2007 في معرض فرانكفورت للسيارات. تأتي الامبورغيني ريفينتون في المرتبة الأقوى والأغلى والاسرع سيارة على مستوى السيارات حتى الاُن، بتكلفة مليون يوروو مليون ونصفدولار. وفي نشرة لصحفية رسمية، ذكر أنه هناك عشرون مركبة فقط سيتم طرحهم للجمهور،  وسيارة واحدة إضافية (تم الإشارة إليها ك: 0/20) منتجة خصسصاً لمتحف الامبورغيني. وعلى الرغم من الشائعات التي تشير إلى أن العدد الاجمالي هو في الواقع مائة،  فإن كل سيارة ريفينتون تم ختمها برقم مسلسل من عشرين، بين مقعد السائق والراكب.
وعلى الرغم أن السيارة تبدو من الخارج جديدة،  إلا أن تقريباً جميع عناصرها الميكانيكية (بما في ذلك المحرك) هي مأخوذة مباشرة من الموديل LP640 Murciélago.  ووفقاً لبيان صحفى رسمى، فإن التصميم الخارجي مستوحى من قبل «أسرع الطائرات». وللتأكيد على ذلك، قد تم إجراء سباق بينها وبين بنافيا تورنادو طائرة مقاتلة.

## الاسم
و تمت تسميتها ريفينتون وفقاً لاسم الثور المقاتل تمشية مع التقليد الامبورغيني. تم تربية الثور من قبل عائلة هريبرتو رودريغيز، وأشتهر لقتله مصارع الثيران الشهير فيليكس غوزمان عام 1943. ريفينتون كاسم تعني «انفجار» بالإسبانية. وفي العامية، تستخدم لتعنى حفلة كبيرة جداً أو ليلة ساهرة في المدينة. وتعد "vámonos de Reventón"، من العبارات الشائع استخدامها وتعنى «لنذهب حفلة هذه الليلة». وكمصطلح له علاقة بالسيارات فإن استخدام هذا الاسم يعنى «الانفجار، مخروق». وعندما كانت تستخدم كاسم ثور، كان المقصود استخدام الاسم كصفة، لميزة هذا الثور على وجه الخصوص. والمعنى الأخير لريفينتون هو «الذي على وشك الانفجار».

## المواصفات

### الأداء
محرك الريفينتون هو نسخة معدلة من الLP640 Murciélago 6.5 L V-12،640 حصان (480 كـو)  وتم تقديرها وفقا للبيان رسمي، تستطيع الريفينتون الإسراع 100 كم/س (62 ميل/س) في نفس الوقت الذي تسطيعه ال LP640 Murciélago (3.4 ثانية)، وقادرة على الوصول إلى السرعة القصوى بسرعة340 كم/س (210 ميل/س)  باستخدام عداد السرعة الداخلية، تم تسجيل أعلى سرعة على هذا النحو.قالب:Auto km/h 

### داخلياً
لوحة أجهزة القياس في الريفينتون يتألف من ثلاث TFT شاشات كريستال مائية (إل سي دي) مع اثنين من وسائط عرض مختلفة. والأجهزة موضوعة داخل كتلة صلبة من الألومنيوم، ويحميهاغلاف من ألياف الكربون. ومقياس الجي فورس هو مقياس جديد بالكامل، وهي واحدة من أسباب الحديث عن الريفينتون. حيث تعرض قوة الأقراص المحركة، والتسارع الطولى أثناء زيادة السرعة وضغط المكابح، وكذلك الانتقال من سرعة لأخرى. هذه القوى تمثلها حركة المؤشر على الشبكة ال3D، وتعتمد على اتجاه وكمية السرعة. فرق الفورميولا واحد أيضا تستخدم جهاز مماثل لتحليل القوى الدينامية. مقاعدالريفينتون هي من الجلد الأسود والكانتارا البني.
وفقط بالضغط على زر، يمكن للسائق التبديل إلى شاشة العرض الثانية، حيث توجدالأجهزة الدائرية المعتادة؛ كعداد السرعة ومقياس سرعة الدوران. والجي فورس ما زال في مركز وضع العرض.

### خارجياً

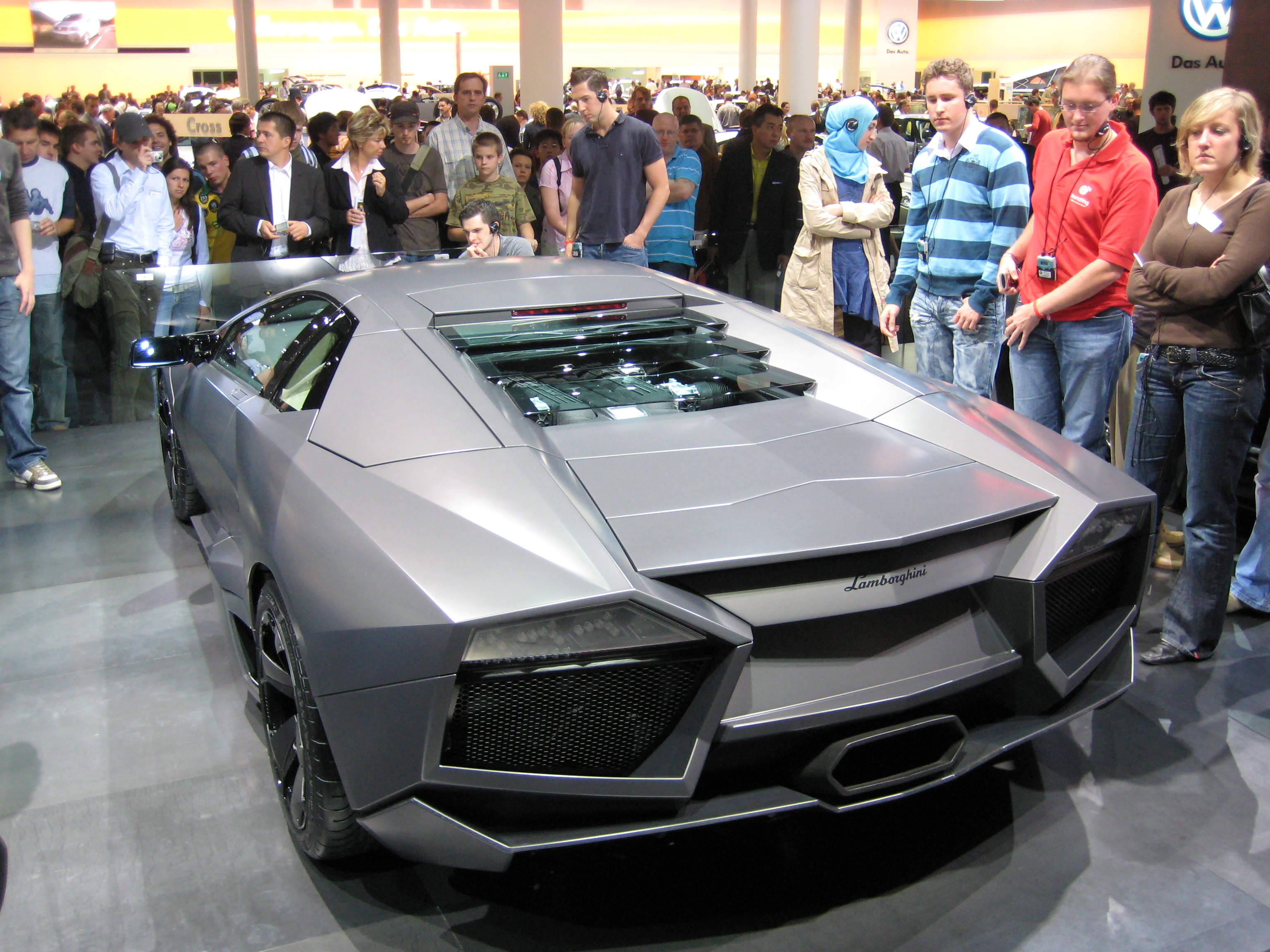
عرض الخلفي للامبورغيني ريفينتون.

ألياف الكربون الخارجية من سمات الريفينتون. جميع سيارات الريفينتون لها نفس اللون الخارجي، وتم وصفها بأنها «رمادية نصف معتمة وبدون اللمعة المعتادة».
كما أخذت الامبورغيني لغة التصميم من الشركة الأم أودي. وهو أول تصميم للامبورغيني يتيح تشغيل أضواء النهار في المصابيح الأمامية. سبعة (صمامات تبعث الضوء في كل المصابيح الأمامية من خلال أشعة زينون الرئيسية التي من شأنها ابقاء السيارة مضاءة أثناء الحركة. نظراً لارتفاع درجات الحرارة في الجزء الخلفي السفلي للسيارة، فقد تم تصميم صمامات ضوئية خاصة ضد الحرارة مستخدمة في المؤشر، وإشارات الانتظار، وإشارات الفرامل، والمصابيح الخلفية مع سهم ثلاثي ذو تأثير بصري.

## ريفينتون رودستر
السيارات في المملكة المتحدة أبلغت عن إنتاج سيارات لامبورغيني روديسترز، بمبلغ 1,200,000 € تم طرحه من قبل الشركة المصنعة.
تستخدم السيارة محرك (Murciélago LP 670-4 (SuperVeloce أوتوكار منذ ذلك الحين قامت بنشر تقرير في يوليو 2009 موضحة أن المشتريين المحتملين قتم عرض السيارة عليهم—على الرغم من أن المتحدث باسم لامبورغيني صرح أن التقارير عن السيارة هي «مجرد تكهنات».

## مركز الإنتاج
أول سيارة كانت بلامبورغيني بلاس فيغاس في نيفادا.
السيارة الثالثة تم بيعها في مزاد اىباي وتم تسليمها إلى مشتر في كاليفورنيا.
في يوم 2008-11-20، اعلنت لامبورغيني أن اُخر سيارة لامبورغيني ريفينتون تم تسليمها إلى عميل بريطاني، وهو التاجر المسؤول ميدلاندز عن لامبورغيني برمنغهام. وفي وقت لاحق أصدر تقرير بصدد التنازع والمطالبة الرسمية للسيارة، والذي كشف عن أن السيارة رقم عشريين تم تسليمها إلى هيوستن لامبورغيني، واثنين اُخرين. وقد تم بيع الثلاث سيارات الريفينتون من قبل لامبورغيني.

## روابط إضافية
- الموقع الرسمي لامبورغيني